# Variations sur le même t'aime
Albums de Vanessa Paradis
M&J
(1988) Vanessa Paradis
(1992)
Singles
1. Tandem
Sortie : mai 1990
2. Dis-lui toi que je t'aime
Sortie : novembre 1990
3. L'Amour en soi
Sortie : mai 1991

Variations sur le même t'aime est le 2e album de Vanessa Paradis, sorti en 1990.
Il est entièrement écrit par Serge Gainsbourg et composé par Franck Langolff, mise à part une reprise de Lou Reed : Walk on the Wild Side.
En France, l'album a été certifié disque d'or (100 000 ventes) le 7 juin 1990, puis double disque d'or le 22 novembre et enfin disque de platine (300 000 ventes) le 23 août 1996. En 2001, à l'occasion des 10 ans de la mort de Serge Gainsbourg, l'opus est réédité et atteindra les 400 000 exemplaires vendus.

## Histoire
Après le succès mondial de Joe le taxi en 1987 et le triomphe du film Noce blanche en 1989, Vanessa est devenue une star. Son 2e album est très attendu par le public et les médias.
À l'origine, celui-ci devait être écrit par la même équipe que le premier M&J : Étienne Roda-Gil aux textes et Franck Langolff à la musique. Mais le décès de la femme de Roda-Gil, la peintre Nadine Delahaye, empêchera l'auteur de mener à terme le projet. Il est alors proposé au chanteur Renaud de reprendre une partie de l'album. Ce qu'il accepte en écrivant six titres prêts à être enregistrés. Alain Souchon et la chanteuse Buzy font également partis des auteurs ayant entamé le travail d'écriture des textes de cet opus. Mais la rencontre de Vanessa avec Serge Gainsbourg va tout chambouler. L'auteur va, en effet, demander à écrire tous les textes de l'album. Vanessa ne pouvant refuser une telle opportunité, décide de mettre de côté les chansons de Renaud, Alain Souchon et Buzy pourtant déjà écrites.
Pour des raisons de marketing et de planning promotionnel, la sortie de ce 2e album est prévue pour le 21 avril 1990. Serge Gainsbourg signe les morceaux en cinq jours seulement, mais, étant très pointilleux sur ses mots, il reprend continuellement ses rimes et ses arrangements en studio… Vanessa refuse également certains textes. Il est impossible dans ces conditions de sortir l'opus pour le 21 avril. La sortie est décalée au 25 mai 1990.
Après la production de cet album, Gainsbourg dira une réplique devenue célèbre : Paradis, c'est l'enfer.
Le clip du premier single Tandem, réalisé par Jean-Baptiste Mondino, deviendra une référence en la matière, inspirant de nombreux artistes. Ce clip mythique, tourné en noir et blanc avec une esthétique rock et sensuelle intense sera récompensé par la Victoire de la musique du meilleur vidéo clip de l'année 1991 et obtiendra une reconnaissance mondiale.

## Chansons
| No  | Titre                         | Paroles          | Musique         | Durée |
| --- | ----------------------------- | ---------------- | --------------- | ----- |
| 1.  | L'Amour à deux                | Serge Gainsbourg | Franck Langolff | 4:56  |
| 2.  | Dis-lui toi que je t'aime     | Serge Gainsbourg | Franck Langolff | 3:58  |
| 3.  | L'Amour en soi                | Serge Gainsbourg | Franck Langolff | 5:07  |
| 4.  | La Vague à lames              | Serge Gainsbourg | Franck Langolff | 3:22  |
| 5.  | Ophélie                       | Serge Gainsbourg | Franck Langolff | 4:01  |
| 6.  | Flagrant délire               | Serge Gainsbourg | Franck Langolff | 3:55  |
| 7.  | Tandem                        | Serge Gainsbourg | Franck Langolff | 3:28  |
| 8.  | Au charme non plus            | Serge Gainsbourg | Franck Langolff | 3:52  |
| 9.  | Variations sur le même t'aime | Serge Gainsbourg | Franck Langolff | 4:32  |
| 10. | Amour jamais                  | Serge Gainsbourg | Franck Langolff | 4:24  |
| 11. | Ardoise                       | Serge Gainsbourg | Franck Langolff | 4:22  |
| 12. | Walk on the Wild Side         | Lou Reed         | Lou Reed        | 4:28  |

La liste et l'ordre des titres sont identiques pour tous les pays.

## Singles
- Tandem (mai 1990)
- Dis-lui toi que je t'aime (novembre 1990)
- L'Amour en soi (mai 1991)

## Crédits
Voici la liste des personnes créditées pour cet album :
| - Marina Albert - chœurs - Antonietti, Pascault & Associés : design - Patrick Bourgoin - saxophone ("Au charme non plus" & "Walk on the Wild Side") - Ann Calvert - chœurs - Bertrand Châtenet - arrangeur, ingénieur son, mixage - Philippe Cusset - ingénieur son - Jus D'Orange - chœurs - Alex Firla - assistant ingénieur son - Carole Fredericks - chœurs | - Cyril Labesse - ingénieur son ("L'Amour en soi") - Franck Langolff - arrangeur, guitare - Jean-Jacques Milteau - harmonica ("L'Amour en soi") - Philippe Osman - arrangeur, chœurs, claviers, guitare, programmations basse et batterie, synthétiseur - François Ovide - guitare ("Walk on the Wild Side") - Didier Pain - coordination artistique - Paul Personne - guitare ("L'Amour à deux") - Gérard Prévost - basse et contrebasse ("Walk on the Wild Side") - Frédérique Veysset - photographie |

- Mixé au Studio Guillaume Tell

## Variations des chansons
Afin d'augmenter les ventes du single, une version remixée de Tandem sort dans le commerce en septembre 1990. Elle existe en deux versions : remix version courte 3:49 et remix version longue 7:31.
La version de L'Amour en soi qui sort en single est une version remixée totalement différente de celle de l'album. Il n'en existe qu'une edit version de 4:30.

## Supports
Variations sur le même t'aime est sorti en 33 tours, cassette et CD dans les pays suivants : 
- Allemagne (les pressages ont servi pour toute l'Europe)[8]
- Argentine (pas de CD)[9]
- Brésil (pas de CD)[10]
- Canada[11]
- Chine (pas de 33 tours)[12]
- Corée du Nord (pas de CD)[13]
- France 33 Tours, cassette, CD[14]
- Japon (le CD a été réédité 3 fois : en 1993, 1997 et 2000)[15]

Dans quelques pays, l'album a bénéficié de supports promotionnels plutôt rares :
- France : pour la sortie, les médias ont reçu un coffret contenant l'album CD ainsi qu'une biographie imprimée sur du calque de qualité supérieure[16].
- Canada : également pour la sortie, les médias ont reçu l'album 33 tours sous forme de volet ouvrant, avec une biographie, le CD single de Tandem promotionnel et la cassette promotionnelle de l'album[17].

La  Tunisie, l' Algérie, la  Thaïlande, l' Ukraine et la  Pologne ont commercialisé des cassette ou des CD non officiels.

## Anecdotes
- Trois chansons, pourtant enregistrées et mixées, seront écartées de la liste finale des titres de l'album :

- Baby Alone in Babylone (reprise de Jane Birkin)

- Variations sur Marilou (reprise de Serge Gainsbourg sur l'album L'Homme à tête de chou)

- Zoulou (titre inédit consacré au chanteur Johnny Clegg)
- Le groupe Rita Mitsouko devait écrire une chanson pour cet album. Ainsi que le jeune débutant et encore inconnu Pascal Obispo qui insistera auprès du producteur de Vanessa, Marc Lumbroso, pour placer un titre qu'il a écrit pour elle Plus que tout au monde qu'il finira par enregistrer lui-même en 1992 et qui deviendra un hit[18].
- Cet album sera le dernier écrit par Serge Gainsbourg avant sa mort le 2 mars 1991.

## À la télévision
La promotion de l'album à la télévision a duré un an, de mars 1990 à mai 1991 avec l'exploitation de 3 singles.
4 émissions ont été particulièrement importantes :
- 14 mars 1990 - 'Sacrée Soirée' (TF1) : Vanessa réserve l'exclusivité de son duo musical avec Gainsbourg à Jean-Pierre Foucault : elle y interprète Baby Alone in Babylone et est interviewée avec Serge[19].
- 21 avril 1990 - 'Champs-Élysées' (Antenne 2) : une émission spéciale avec Michel Drucker est programmée mais Serge n'y participe pas. Du fait du retard dans la production des chansons, c'est une version inédite du titre Tandem qui est proposée. Elle est non seulement chantée en duo avec Franck Langolff, mais certains couplets ne seront plus réutilisés dans la version single. Vanessa y chante également en exclusivité les titres Dis-lui toi que je t'aime et Au charme non plus.
- 21 juin 1990 - 'Fête de la musique' (TF1 - Présentation par Nagui et Philippe Risoli) : diffusion d'un documentaire de 30 minutes, Portrait, avec interviews de Vanessa, Serge Gainsbourg et Franck Langolff ainsi que des extraits des séances en studio. Vanessa y chante aussi Walk on the Wild Side[20].
- 22 décembre 1990 - 'Vanessa, 18 ans, et alors…'[21] (TF1) : pour fêter les 18 ans de Vanessa, TF1 lui offre une émission spéciale. Elle y interprète Walk on the Wild Side en duo avec Dave Stewart ainsi que la version album de L'Amour en soi et La Vague à lames[22].

Vanessa a également donné de nombreuses interviews sans chanter de single :
- 27 mai 1990 - 'Journal 20h' (Antenne 2). Reportage avec images de l'enregistrement et interview.
- 23 juin 1990 - 'Reportages' (TF1)
- 30 juin 1990 - 'Pour un clip avec toi' (M6)
- 8 août 1990 - 'Giga' (A2)
- 20 octobre 1990 - 'Les Nuls, l'émission' (Canal+). Invitée principale, sketchs sans chansons.
- novembre 1990 - 'Entertainment tonight' (CBS - États-Unis). Interview en plateau avec reportage.
- 24 novembre 1990 - 'Le Hit NRJ' (A2)
- 22 décembre 1990 - 'Journal 20h' (TF1)
- 29 décembre 1990 - 'Pour un clip avec toi' (M6)
- 6 janvier 1991 - 'L'École des fans' (A2). Invitée principale.
- 6 avril 1991 - 'Les Starclips' (M6)
- 15 avril 1991 - 'Wogan' (BBC - Royaume-Uni)

Mise à part la promotion des 3 singles, plusieurs autres extraits de l'album ont été aussi défendu.
- 21 mai 1990 - 'La Règle du je' (TF1) : Au charme non plus
- 15 juin 1990 - 'Avis de recherche' (TF1) : L'Amour en soi dans sa version album
- 24 juin 1990 - 'Le Monde est à vous' (A2) : La Vague à lames
- 28 juin 1990 - 'Génération succès' (A2) : Walk on the wild side
- 9 juillet 1990 - 'Le Grand Bazar' (A2) : La Vague à lames
- 23 novembre 1990 - 'Tous à la 1' : Au charme non plus
- 31 décembre 1990 - 'Réveillons, réveillon' (Antenne 2) : Walk on the wild side